# حمرایه
حمرایه (به عربی: الحمرایة) یک شهرداری در الجزایر است که در ناحیه الرقیبه واقع شده‌است. حمرایه ۵٬۱۷۲ نفر جمعیت دارد و -۲۰ متر بالاتر از سطح دریا واقع شده‌است.